# 七龍珠英雄
《七龍珠英雄》是由日本萬代南夢宮娛樂於2010年11月11日推出的交換卡片街機遊戲。2016年11月17日推出後繼機《超級七龍珠英雄》（スーパードラゴンボールヒーローズ），2020年7月在台灣、香港上市。後來也陸續改編成網路動畫、漫畫並且移植到遊戲機，所發售的卡片張數累計達到10億以上。

## 玩法
玩家首先需要從機台購買卡片，再從透過機台使用卡片在數個遊戲模式中來進行對戰。

## 角色

### 自創角色

#### 賽亞人
英雄
聲：入野自由（日本）；于正昇（台灣）
本作男主角。
豐太郎漫画版中名为“比托”（ビート）。
女英雄
聲：松冈由贵
本作女主角。
豐太郎漫画版中名为“诺特”（ノート）。
精英
聲：阪口大助
豐太郎漫画版中名为“伊利多”（エリト）。
女精英
聲：園崎未恵
豐太郎漫画版中名为“薜由菈”（ヴィオラ）。
狂战士
聲：森田成一
豐太郎漫画版中名为“巴萨克”（バサーク）。
女狂战士
聲：鈴木麻里子
豐太郎漫画版中名为“富露蒂”（フォルテ）。

#### 人造人
英雄
聲：阿部敦
豐太郎漫画版中名为“尼姆”（ニム）。
精英
聲：浅野真澄
豐太郎漫画版中名为“妮可”（ニコ）。
狂战士
聲：千葉一伸
豐太郎漫画版中名为“格诺姆”（ゲノム）。

#### 那美克星人
英雄
聲：私市淳
豐太郎漫画版中名为“苏姆利”（ツムリ）。
精英
聲：下野紘
狂战士
聲：日野聡
豐太郎漫画版中名为“卡圭”（カギュー）。

#### 弗利萨一族
英雄
聲：三木真一郎
豐太郎漫画版中名为“弗洛澤”（フローズ）。
精英
聲：羽多野渉
豐太郎漫画版中名为“若卒枯”（レゾック）。
狂战士
聲：中井和哉

#### 魔人族
英雄
聲：山口勝平
豐太郎漫画版中名为“卡布拉”（カブラ）。
精英
聲：松野太紀
狂战士
聲：野島健兒
豐太郎漫画版中名为“萨拉加”（サラガ）。

#### 界王神
英雄
聲：松岡禎丞
豐太郎漫画版中名为“譛”（ゼン）。
精英
聲：木村良平
豐太郎漫画版中名为“焚”（フェン）。
狂战士
聲：植田佳奈
豐太郎漫画版中名为“威爾”（ワイル）。

#### 暗黑魔神
英雄
聲：内田雄馬
永山由貴漫画版中名为“卡梅儒”（シャメル）。在漫畫版中原本是梅奇卡普拉的部下之一，不过后来背叛他并成为多米格拉的部下之一。在时之界王神被梅奇卡普拉操纵之后，与多米格拉暂时与时空巡逻队组成同盟来对付暗黑魔界军队。
精英
聲：三瓶由布子
狂战士
聲：武内駿輔

#### 破壞神
英雄
聲：山下大輝
精英
聲：内田真礼
狂战士
聲：古川慎

## 相關作品

### 動畫
網路動畫《超級七龍珠英雄》於2018年7月1日開始在官方網站、機台「萬代DATE SPOT」（バンダイデータスポット）不定期發布。
集數列表
| 集數         | 日文標題   | 中文標題                                   | 劇本       | 分鏡       | 演出       | 作画監督   | 發佈日期       |
| 監獄惑星編   | 監獄惑星編 | 監獄惑星編                                 | 監獄惑星編 | 監獄惑星編 | 監獄惑星編 | 監獄惑星編 | 監獄惑星編     |
| ------------ | ---------- | ------------------------------------------ | ---------- | ---------- | ---------- | ---------- | -------------- |
| 1            |            | 悟空vs悟空!在監獄惑星的超絕戰鬥開幕!       | 冨岡淳廣   | 山室直儀   | 難波涼     | 山室直儀   | 2018年7月1日   |
| 2            |            | 暴走的悟空!邪惡的賽亞人大打出手!!          | 冨岡淳廣   | 山室直儀   | 小松由依   | 山室直儀   | 2018年7月16日  |
| 3            |            | 最強的光輝!超藍貝吉特界王拳炸裂!                 | 冨岡淳廣   | 山室直儀   | 朝倉舞彩   | 山室直儀   | 2018年9月6日   |
| 4            |            | 激昂!超級弗登場!                           | 冨岡淳廣   | 山室直儀   | 篠原花奈   | 山室直儀   | 2018年9月27日  |
| 5            |            | 最強的戰士!超級賽亞人4貝吉特!!                   | 冨岡淳廣   | 山室直儀   | 山崎響介   | 山室直儀   | 2018年10月28日 |
| 6            |            | 我來了結!!發動!自在極意功!                     | 冨岡淳廣   | 山室直儀   | 小松由依   | 山室直儀   | 2018年12月22日 |
| 宇宙争乱編   |            |                                            |            |            |            |            |                |
| 7            |            | 扎馬斯復活!？宇宙爭亂篇開幕!               | 冨岡淳廣   | 山室直儀   | 山室直儀   | 山室直儀   | 2019年1月10日  |
| 8            |            | 最強最惡的戰士襲來!第六宇宙毀滅!           | 冨岡淳廣   | 山室直儀   | 唐澤和也   | 山室直儀   | 2019年2月24日  |
| 9            |            | 悟空復活!!針鋒相對的最強與最強!            | 冨岡淳廣   | 山室直儀   | 桐山貴央   | 山室直儀   | 2019年3月7日   |
| 10           |            | 反擊!猛攻!悟空與貝吉達!                    | 冨岡淳廣   | 山室直儀   | 桐山貴央   | 山室直儀   | 2019年4月17日  |
| 11           |            | 激鬥!第11宇宙頂上決戰!                     | 冨岡淳廣   | 山室直儀   | 桐山貴央   | 山室直儀   | 2019年5月9日   |
| 12           |            | 超戰士集結!決戰於第七宇宙!                 | 冨岡淳廣   | 唐澤和也   | 小松由依   | 山室直儀   | 2019年6月21日  |
| 13           |            | 超級哈茲参戰!撼動大地的全開戰鬥!           | 冨岡淳廣   | 唐澤和也   | 小松由依   | 辻美也子   | 2019年7月11日  |
| 14           |            | 宇宙之種的威脅!卡敏奧連暴走!!              | 冨岡淳廣   | 山室直儀   | 桐山貴央   | 山室直儀   | 2019年7月28日  |
| 15           |            | 打倒卡敏奧連!壓倒!自在極意功!                  | 冨岡淳廣   | 山室直儀   | 桐山貴央   | 辻美也子   | 2019年9月5日   |
| 16           |            | 扎馬斯VS第七宇宙!野心的結束!               | 冨岡淳廣   | 山室直儀   | 桐山貴央   | 山室直儀   | 2019年10月10日 |
| 17           |            | 究極的殺神者!哈茲誕生                      | 冨岡淳廣   | 山室直儀   | 桐山貴央   | 山室直儀   | 2019年10月27日 |
| 18           |            | 超決戰!悟吉達VS哈茲!                       | 冨岡淳廣   | 山室直儀   | 岩井隆央   | 山室直儀   | 2019年12月21日 |
| 19           |            | 完全落幕!宇宙爭亂的去向!                   | 冨岡淳廣   | 山室直儀   | 岩井隆央   | 井手武生   | 2020年1月9日   |
| 宇宙創成編   |            |                                            |            |            |            |            |                |
| 21           |            | 破壞神襲來!新的戰鬥開幕                    | 冨岡淳廣   | 山室直儀   | 佐藤雅教   | 辻美也子   | 2020年3月5日   |
| 22           |            | 弗的計畫，恐怖宇宙樹的威脅                 | 冨岡淳廣   | 山室直儀   | 佐藤雅教   | 山室直儀   | 2020年4月9日   |
| 23           |            | 再戰強敵!達列斯和波杰克!                   | 冨岡淳廣   | 山室直儀   | 佐藤雅教   | 辻美也子   | 2020年5月22日  |
| 24           |            | 暗流涌動，謎一般男子W博士!                 | 冨岡淳廣   | 山室直儀   | 佐藤雅教   | 山室直儀   | 2020年6月30日  |
| 25           |            | 地獄大決戰!新生的邪念波!                   | 冨岡淳廣   | 山室直儀   | 佐藤雅教   | 井手武生   | 2020年7月30日  |
| 26           |            | 龍拳炸裂!超級全力賽亞人4·突破極限!         | 冨岡淳廣   | 山室直儀   | 佐藤雅教   | 山室直儀   | 2020年8月27日  |
| 27           |            | 暴走的恐怖!惡之氣焰再次襲來!               | 冨岡淳廣   | 山室直儀   | 松實航     | 井手武生   | 2020年9月30日  |
| 28           |            | 時之夾縫的激鬥!貝吉特VS超級弗                    | 冨岡淳廣   | 山室直儀   | 辻美也子   | 山室直儀   | 2020年10月25日 |
| 30           |            | 甦醒的邪惡 暗黑王弗誕生!                   | 冨岡淳廣   | 山室直儀   | 中島啟太郎 | 山室直儀   | 2020年12月20日 |
| 31           |            | 最兇惡的突破極限!布羅利復活                | 冨岡淳廣   | 山室直儀   | 松實航     | 山室直儀   | 2021年1月20日  |
| 32           |            | 宇宙創成的去向 新世界誕生                  | 冨岡淳廣   | 山室直儀   | 中島啟太郎 | 井手武生   | 2021年2月25日  |
| 新時空大戰編 |            |                                            |            |            |            |            |                |
| 33           |            | 新時空大戰!究極的激鬥開幕                  | 冨岡淳廣   | 山室直儀   | 一之宮彌郎 | 山室直儀   | 2021年3月17日  |
| 34           |            | 黑衣的戰士現身!全新冒險開始                | 冨岡淳廣   | 山室直儀   | 松實航     | 井手武生   | 2021年4月15日  |
| 35           |            | 戰鬥民族的驕傲!貝吉達覺醒!                 | 冨岡淳廣   | 山室直儀   | 一之宮彌郎 | 山室直儀   | 2021年5月9日   |
| 36           |            | 超級賽亞人桃紅vs自在極意功！撼動行星的大決鬥！ | 冨岡淳廣   | 山室直儀   | 中村明博   | 山室直儀   | 2021年6月20日  |
| 37           |            | 黑衣的戰士VS黑悟空！昭然若揭的黑暗企圖     | 冨岡淳廣   | 山室直儀   | 中島啟太郎 | 井手武生   | 2021年7月11日  |
| 38           |            | 複製宇宙的最終決戰！激烈衝突的藍與紅       | 冨岡淳廣   | 山室直儀   | 中島啟太郎 | 井手武生   | 2021年9月15日  |
| 39           |            | 弗的威脅阻擋在前奇蹟的最強組合誕生         | 冨岡淳廣   | 山室直儀   | 高橋裕哉   | 井手武生   | 2021年10月24日 |
| 40           |            | 最後的全力！賭上未來的激鬥，終於一決勝負！ | 冨岡淳廣   | 山室直儀   | 村山靖     | 井手武生   | 2021年12月18日 |
| 時之界王神編 |            |                                            |            |            |            |            |                |
| 41           |            | 開始行動的計畫集結超越時空的最強戰士       | 冨岡淳廣   | 山室直儀   | 村山靖     | 井手武生   | 2022年2月23日  |
| 42           |            | 激鬥超時空錦標賽！襲來的黑衣戰士們！       | 冨岡淳廣   | 山室直儀   | 村山靖     | 井手武生   | 2022年3月31日  |
| 43           |            | 超越時空的激鬥！黑衣戰士們的威脅           | 冨岡淳廣   | 山室直儀   | 村山靖     | 井手武生   | 2022年6月30日  |
| 44           |            | 悟空VS黑衣的戰士！各自戰鬥的結局           | 冨岡淳廣   | 山室直儀   | 村山靖     | 山室直儀   | 2022年9月1日   |
| 45           |            | 神次元的決戰！迫近的神之力！               | 冨岡淳廣   | 山室直儀   | 村山靖     | 村上漢     | 2022年10月23日 |
| 46           |            | 新任暗黑王襲來！恐怖的決戰開幕！           | 冨岡淳廣   | 山室直儀   | 村山靖     | 矢野岳     | 2022年12月17日 |
| 47           |            | 暗黑王多米古拉的魔手激動的超時空戰鬥！         | 冨岡淳廣   | 山室直儀   | 村山靖     | 矢野岳     | 2023年2月12日  |
| 48           |            | 跨越時空的團結！粉碎邪惡的正義之拳         | 冨岡淳廣   | 山室直儀   | 村山靖     | 山室直儀   | 2023年4月13日  |
| 49           |            | 最強VS最兇！解放超越極限的力量！           | 冨岡淳廣   | 山室直儀   | 村山靖     | 山室直儀   | 2023年6月10日  |
| 50           |            | 消滅絕望的希望之光 邁向奇蹟的決戰          | 冨岡淳廣   | 山室直儀   | 村山靖     | 山室直儀   | 2023年8月24日  |
| 魔之侵略者編 |            |                                            |            |            |            |            |                |
| 51           |            | 魔之侵略者篇開幕！襲擊地球的黑影           | 無         | 無         | 無         | 無         | 2023年10月22日 |
| 52           |            | 獵神進行時 兩處焦作的戰況！                | 無         | 無         | 無         | 無         | 2023年12月16日 |
| 53           |            | 在奧佐特府邸的戰鬥！爆發吧！賽亞力量！     | 無         | 無         | 無         | 無         | 2024年2月18日  |
| 54           |            | 憤怒之拳爆發！俘虜之間的激烈戰鬥！         | 無         | 無         | 無         | 無         | 2024年4月11日  |
| 55           |            | 逃離奧佐特的府邸！悟空之魂覺醒！           | 無         | 無         | 無         | 無         | 2024年6月9日   |
| 56           |            | 釋放！渾身一擊！劃過的白銀流星             | 無         | 無         | 無         | 無         | 2024年8月8日   |

- 特別篇

| 集數 | 日文標題 | 中文標題                 | 劇本     | 分鏡     | 演出     | 作画監督 | 發佈日期       |
| ---- | -------- | ------------------------ | -------- | -------- | -------- | -------- | -------------- |
| 20   |          | 决战！时空巡逻队VS暗黑王 | 冨岡淳廣 | 山室直儀 | 岩井隆央 | 井手武生 | 2020年2月23日  |
| 29   |          | 突入戰場的龍珠英雄們     | 冨岡淳廣 | 山室直儀 | 松實航   | 井手武生 | 2020年11月15日 |

### 漫畫
七龍珠英雄 Victory Mission（ドラゴンボールヒーローズ Victory Mission）
由豐太郎作畫，在《最強Jump》2012年11月號至2015年2月號連載。未發行單行本。
ドラゴンボールヒーローズ 超カリスマミッション!
由永山由貴（ながやま由貴）作畫，在《最強Jump》2013年4月號至2016年7月號連載。未發行單行本。
超七龍珠英雄 暗黑魔界任務！（スーパードラゴンボールヒーローズ 暗黒魔界ミッション!）
由永山由貴作畫，在《最強Jump》2016年1月號至2018年3月號連載第一部，2019年5月號至2020年3月號連載第二部。單行本共3集，已發行中文版。

由永山由貴作畫，在《最強Jump》2017年1月號開始連載，於2019年3月號更名為。未發行單行本。
超七龍珠英雄 宇宙時空任務！（スーパードラゴンボールヒーローズ ユニバースミッション!!）
由永山由貴作畫，在《最強Jump》2018年5月號至2020年3月號連載。單行本共2集，已發行中文版。
超七龍珠英雄 BIG BANG MISSION!!!（スーパードラゴンボールヒーローズ ビッグバンミッション!!!）
由永山由貴作畫，在《最強Jump》2020年5月號開始連載，2020年12月發行單行本。

### 遊戲
| 中文標題                | 日文標題 | 遊戲平台          | 發售日期      |
| ----------------------- | -------- | ----------------- | ------------- |
| 七龍珠英雄 究極任務     |          | 任天堂3DS         | 2013年2月28日 |
| 七龍珠英雄 究極任務2    |          | 任天堂3DS         | 2014年8月7日  |
| 七龍珠英雄 究極任務X    |          | 任天堂3DS         | 2017年4月27日 |
| 超級七龍珠英雄 世界任務 |          | 任天堂Switch      | 2019年4月4日  |
| 超級七龍珠英雄 世界任務 |          | Microsoft Windows | 2019年4月5日  |

## 外部連結
- 日本官方網站（页面存档备份，存于）（日語）
- YouTube上的（日語）
- 七龍珠英雄的X（前Twitter）（日語）
- 中國大陸官方網站 （页面存档备份，存于）（简体中文）
- 香港官方網站 （页面存档备份，存于）（繁體中文）
- 台灣官方網站 （页面存档备份，存于）（繁體中文）